# Palpomyia thomsoni
Palpomyia thomsoni är en tvåvingeart som beskrevs av John William Scott Macfie 1939. Palpomyia thomsoni ingår i släktet Palpomyia och familjen svidknott.
Artens utbredningsområde är Uganda. Inga underarter finns listade i Catalogue of Life.